# Oswaldo Cruz
Oswaldo Gonçalves Cruz (São Luís do Paraitinga, 5 agosto 1872 – Petrópolis, 11 febbraio 1917) è stato un igienista e filantropo brasiliano.

## Biografia

### XIX secolo
Cruz, che nacque nello Stato di San Paolo da Bento Gonçalvez Cruz, medico, e Amália Bulhões Cruz, fu un vero pioniere della medicina e della ricerca scientifica in Brasile. Ancora bambino, si trasferì con la famiglia a Rio de Janeiro. A 15 anni si iscrisse alla Facoltà di Medicina di Rio de Janeiro e nel 1892 si laureò in medicina con una tesi sull'acqua come mezzo di propagazione dei microorganismi patogeni. Quattro anni più tardi andò a Parigi per specializzarsi in batteriologia all'Istituto Pasteur, grazie all'appoggio economico del suocero, un benestante commerciante portoghese.

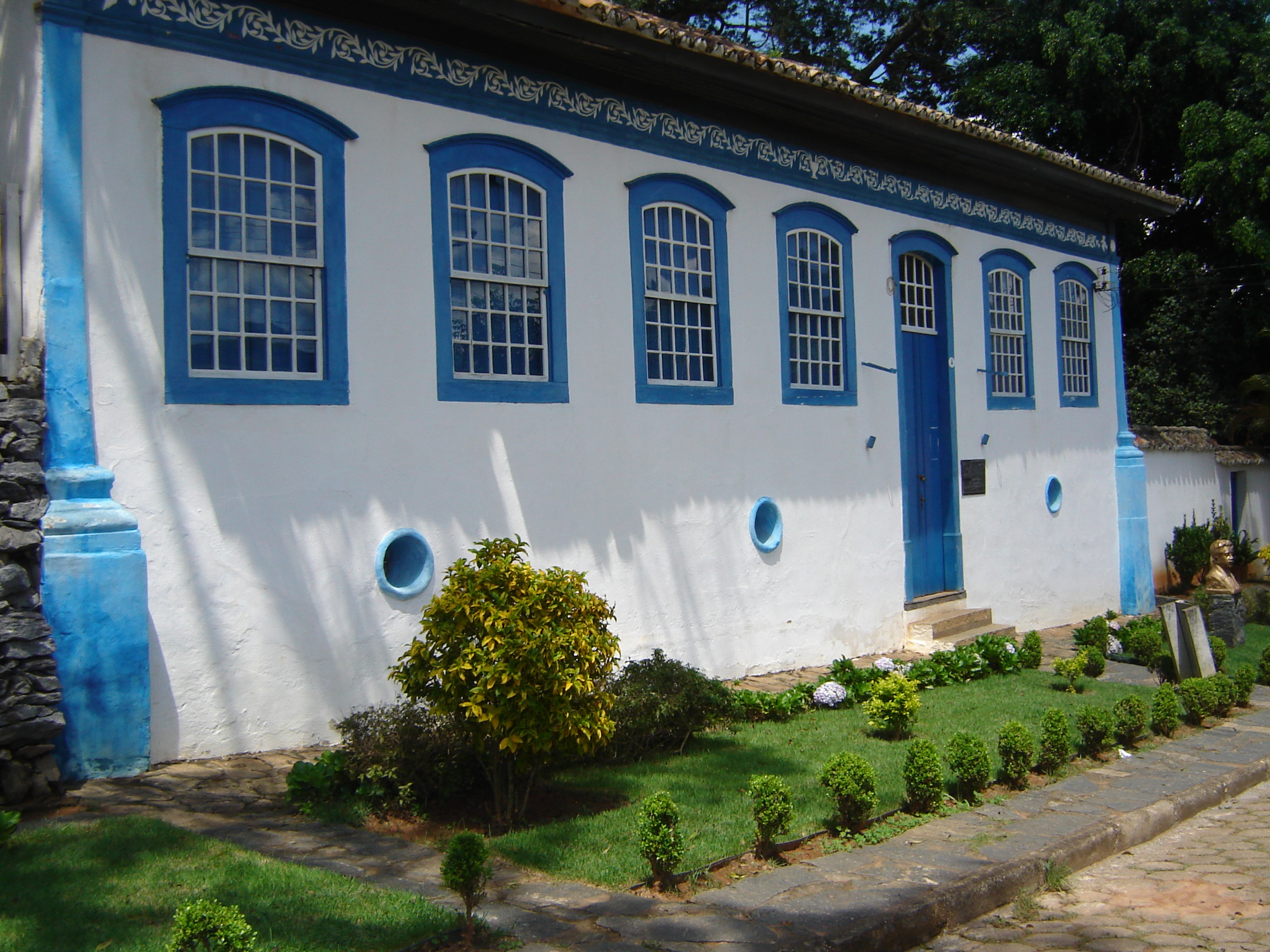
Casa natale di Osvaldo Cruz, a São Luís do Paraitinga, San Paolo.

Tornato in Brasile, Oswaldo Cruz trovò il porto di Santos in balia di un'epidemia di peste bubbonica che minacciava di raggiungere Rio de Janeiro e si impegnò per contenerla. Il sindaco di Rio de Janeiro autorizzò la costruzione di uno stabilimento per la produzione di siero contro la peste, che era stato sviluppato da Alexandre Yersin e collaboratori all'Istituto Pasteur. Interpellati, i rappresentanti dell'Istituto Pasteur, raccomandarono Oswaldo Cruz, come responsabile della nascente struttura.

### XX secolo
Così, il 25 maggio del 1900, nasce l'Istituto Federale Sieroterapico destinato alla produzione del siero e del vaccino contro la peste, sotto la direzione generale del barone Pedro Afonso e la direzione tecnica di Cruz. La sede del nuovo Istituto venne stabilita in una fazenda di Manguinhos, sulle sponde occidentali della baia di Guanabara, a Rio de Janeiro. Nel 1902, Cruz ne divenne direttore generale e ampliò le sue attività alla ricerca medica di base. Negli anni successivi, Oswaldo Cruz divenne Direttore Generale della Salute Pubblica (paragonabile alla carica di Ministro della Sanità) e cominciò una vasta campagna di miglioramento delle condizioni igienico-sanitarie del suo Stato. Per prima cosa si occupò dell'endemia di febbre gialla, che faceva morti soprattutto tra i nuovi immigrati dall'Europa (4,000 morti tra il 1897 e il 1906).

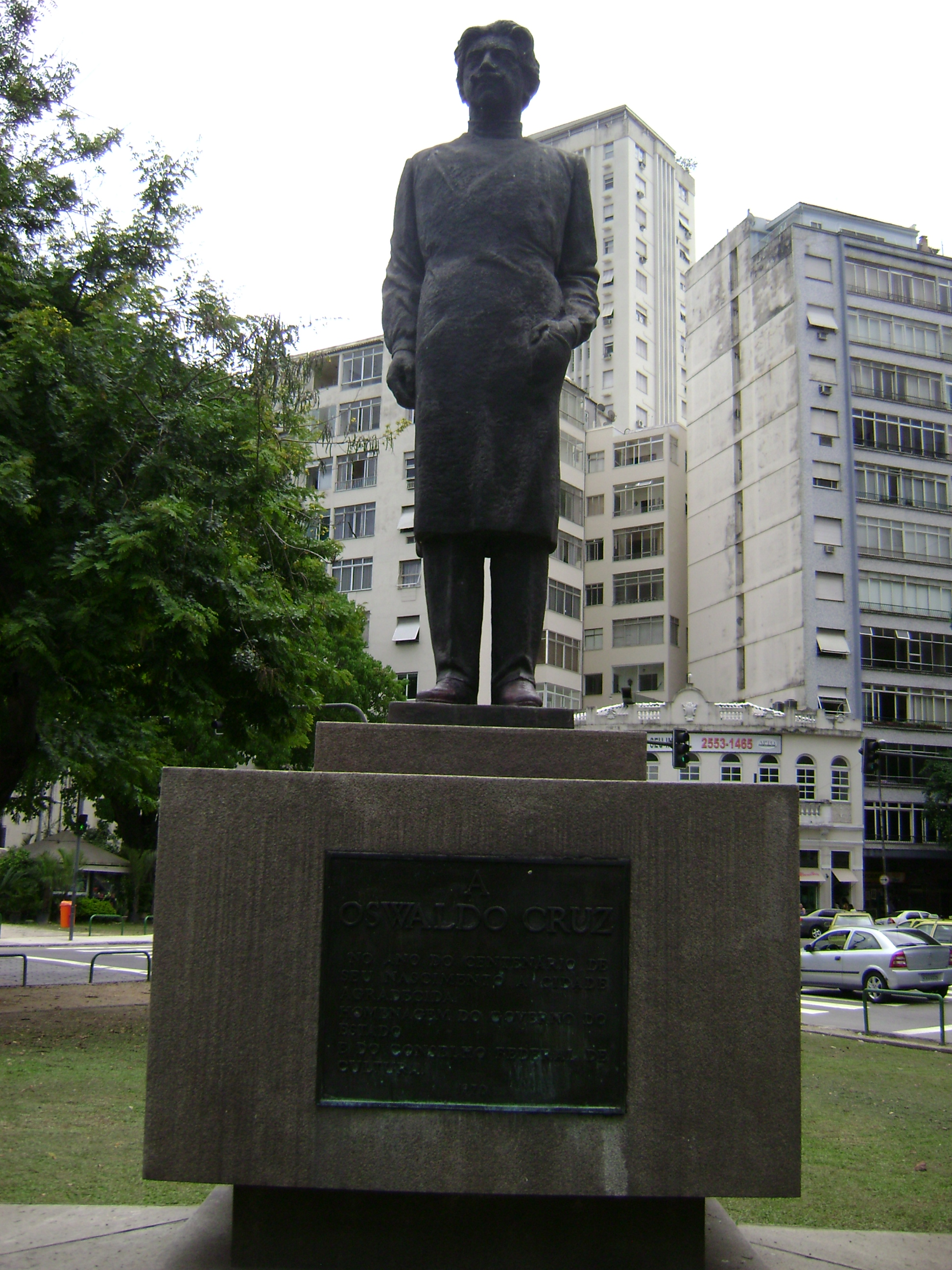
Monumento a Osvaldo Cruz a Rio de Janeiro.

La campagna contro la peste bubbonica fu un successo. Nel 1904, un'epidemia di vaiolo minacciò Rio de Janeiro. Cruz fece reintrodurre la vaccinazione anti-vaiolosa dei bambini. La pratica della vaccinazione era malvista dalla popolazione e i giornali montarono una violenta campagna contro il provvedimento. Nacque addirittura una lega anti-vaccinazione. Il 13 novembre, a Rio de Janeiro, scoppiò la "Revolta da Vacina" (rivolta del vaccino), con scioperi, barricate e scontri armati per le strade; il giorno successivo i cadetti dell'Accademia Militare (la prestigiosa Escola Militar da Praia Vermelha) aderirono alla protesta. Il governo impose lo stato d'assedio: la rivolta fu domata e la vaccinazione obbligatoria sospesa. Nel 1908 esplose una violenta epidemia di vaiolo e la popolazione richiese in massa la vaccinazione.
Nel 1909 Oswaldo Cruz si dimise dalla Direzione della Salute Pubblica dello Stato di Rio de Janeiro e si dedicò esclusivamente al suo Istituto di Manguinhos, che nel frattempo aveva preso il suo nome. Organizzò spedizioni scientifiche che portarono a migliori conoscenze delle condizioni sanitarie dell'interno del Brasile. Eradicò la febbre gialla dalle città dello Stato di Pará. La sua campagna di bonifica nello Stato dell'Amazonas consentì la costruzione della ferrovia Madeira-Mamoré, che era stata interrotta dalle numerose morti tra gli operai, dovute a malaria e febbre gialla.
Nel 1913 fu ammesso nell'Accademia Brasiliana delle Arti e delle Lettere. Nel 1915 si dimise dalla direzione del suo Istituto per motivi di salute, e si trasferì a Petrópolis, vicino a Rio de Janeiro. Nel 1916 divenne sindaco della città, ma, già ammalato, morì l'anno successivo, nel 1917, a soli 44 anni di età, per insufficienza renale. In suo onore il protozoo scoperto da Carlos Chagas, agente eziologico della tripanosomiasi americana, fu chiamato Trypanosoma cruzi.
Suo figlio Walter Oswaldo Cruz (1910-1967) è stato un medico e scacchista, vincitore di sei campionati brasiliani.